# Axel Meyer
Axel Meyer (Mölln, Alemania 4 de agosto de 1960) es un biólogo evolutivo y profesor de Zoología y Biología Evolutiva en la Universität Konstanz, Alemania. Meyer es conocido por sus estudios sobre la evolución y radiación adaptativa de los peces cíclidos de África y Centroamérica, duplicaciones de genoma específicas de los peces, filogenética molecular de los vertebrados y el rol de la selección sexualy ecológica durante los procesos de especiación.

## Educación y posiciones anteriores
Meyer estudió el bachillerato en el Colegio Katharineum en Lübeck. Hizo su Licenciatura en la Universidad de  Marburg (1979–1982), y realizó su tesis en la Universität Kiel. En 1982 se trasladó a la Universidad de Miami, Florida para continuar su tesis, apoyado por una Beca Fullbright. Realizó el Master y Doctorado en el Departamento de Zoología de la Universidad de California en Berkeley, culminando en 1984 y 1988,  respectivamente. Estuvo un año en la Universidad de Harvard como estudiante visistante en el Departamento de Biología Organísmica y Evolutiva (1986–1987).
Durante su Postdoctorado en Evolución Molecular en la Universidad de California en Berkeley, Meyer fue becario de la Fundación Alfred P. Sloan. Durante esos años trabajó con Allan C. Wilson, luego se trasladó a la Universidad Estatal de Nueva York en Stony Brook, donde se desempeñó como Profesor Asistente en el Departamento de Ecología y Evolución. En 1993 recibió una posición permanente como Profesor Asociado. En 1997,  Meyer se trasladó a la Universität Konstanz, donde hasta la fecha, es Profesor Titular en el Departamento de Biología.

## Comunicación de la Ciencia
Meyer es activo en la comunicación de la ciencia al público. Ha escrito más de 50 artículos para los principales diarios alemanes, incluyendo Die Zeit y el Frankfurter Allgemeine Zeitung. Además, entre 2005-2010 escribió una columna semanal Quantensprung (salto cuántico), para el diario Handelsblatt donde abordaba asuntos relacionados con la ciencia y la evolución. Los primeros 100 artículos de Quantensprung fueron publicados en el 2008 en el libro Evolution ist Überal. . En 2009 publicó un CD Schneckenknacke sobre la evolución de los cíclidos con la editorial Supposé y en 2011 un set de DVD de sus clases impartidas sobre Evolución. En agosto de 2015 se realizará la publicación de su libro Adams Apfel und Evas Erbe  que aborda las diferencias genéticas entre hombres y mujeres.

## Premios y reconocimientos
Meyer es miembro electo de las principales academias de ciencias de Alemania y Europa desde 2009: Academia Alemana de las Ciencias Naturales Leopoldina, de la Academia Europea de Ciencias y Artes, de la  Organización Europea de Biología Molecular (EMBO por sus siglás en inglés), y de la Academia de Ciencias y Humanidades Berlín-Brandenburgo.
Ha recibido numerosos premios, incluyendo la Medalla Carus de la Academia Alemana de las Ciencias Naturales Leopoldina (2009), el Premio EMBO para la Comunicación en Ciencias de Vida (2008), la Beca Guggenheim (1996), el premio al Joven Investigador de la Sociedad Americana de Naturalistas (1990) y el premio de Ciencia Hector 2012. Sus trabajos científicos son ampliamente citados por sus colegas y han sido cubiertos por medios de comunicación nacionales e internacionales.

## Relación con el Canal Interoceánico en Nicaragua
Meyer ha realizado investigaciones científicas en Nicaragua durante más de 30 años (primer trabajó de campo lo realizó en 1984). Se ha especializado en el estudio de las mojarras (Complejo de especies Midas Cichlid) que habitan los grandes lagos (Cocibolca y Xolotlán) y lagunas cratéricas de Nicaragua. En junio de 2013 se anunció la construcción de un Canal Interoceánico en Nicaragua a cargo del grupo HKND, presidido por el empresario chino Wang Jing. La construcción del Canal inició en diciembre del 2014. Desde entonces, Meyer ha sido uno de los científicos que ha expuesto los posibles efectos de la construcción del canal para la biodiversidad en Nicaragua, en especial para el ecosistema del Lago Cocibolca. Ha escrito artículos en prestigiosas revistas como Nature, con el objetivo de concientizar a la comunidad científica internacional. Además, para enfatizar la importancia de estudios de impacto ambiental de calidad e independientes.